# Железничка станица Крушево
Железничка станица Крушево је једна од железничких станица на прузи Београд—Бар. Налази се насељу Крушево у општини Бијело Поље. Пруга се наставља у једном смеру ка Мијатовом Колу и у другом према Бијелом Пољу. Железничка станица Крушево састоји се из 3 колосека.

## Повезивање линија
- Пруга Београд—Бар